# Elisabethfehn
Elisabethfehn is een plaats in de Duitse gemeente Barßel, Landkreis Cloppenburg, in Nedersaksen.  Het is een veenkolonie die in 1880 vernoemd is naar Elisabeth van Saksen-Altenburg, echtgenote van groothertog Peter II van Oldenburg.
Het dorp werd gesticht halverwege de 19e eeuw langs het net gegraven Hunte-Emskanaal. Het was in eerste instantie gericht op het Saterland en was ook ingedeeld bij die gemeente. De bevolking van de kolonie was echter overwegend protestants en voelde zich niet goed thuis bij het katholieke Saterland. In 1949 kozen de inwoners van het dorp daarom voor aansluiting bij Barßel.
Het dorp bezit een Moormuseum (veenmuseum), gewijd aan de veencultuur in de streek.
Tot de collectie hiervan behoren oude machines en gereedschappen voor de turfwinning, een tjalk, gebouwd in Dokkum in 1900, en een in de omgeving ontdekt veenlijk.
- Virtual International Authority File: 246288761
- WorldCat: E39PBJhhtq6qWw4Dr7jMhVkhpP